# Sierning (Gemeinde Bischofstetten)
Sierning ist eine Ortschaft in der Katastralgemeinde und Marktgemeinde Bischofstetten, Niederösterreich.

## Geografie
Der Weiler Sierning liegt zwei Kilometer westlich von Bischofstetten an jener Stelle, wo der Ranzenbach in die Sierning mündet. Am 1. Jänner 2024 zählte Sierning 23 Einwohner.

## Geschichte
Im Franziszeischen Kataster von 1821 ist Sierning mit vier Gehöften, die alle am Ranzenbach liegen, verzeichnet. Laut Adressbuch von Österreich waren im Jahr 1938 in Sierning mehrere Landwirte ansässig.